# شهرستان اونیدا (نیویورک)
شهرستان اونیدا (به انگلیسی: Oneida County) واقع در ایالت نیویورک است. جمعیت این شهرستان بر اساس سرشماری سال ۲۰۱۰ آمریکا ۲۳۴۸۷۸ نفر گزارش شده‌است. مرکز شهرستان اونیدا شهر یوتیکا است.این شهرستان در سال ۱۷۹۸ بنیانگذاری شده‌است.